# 風レンズ

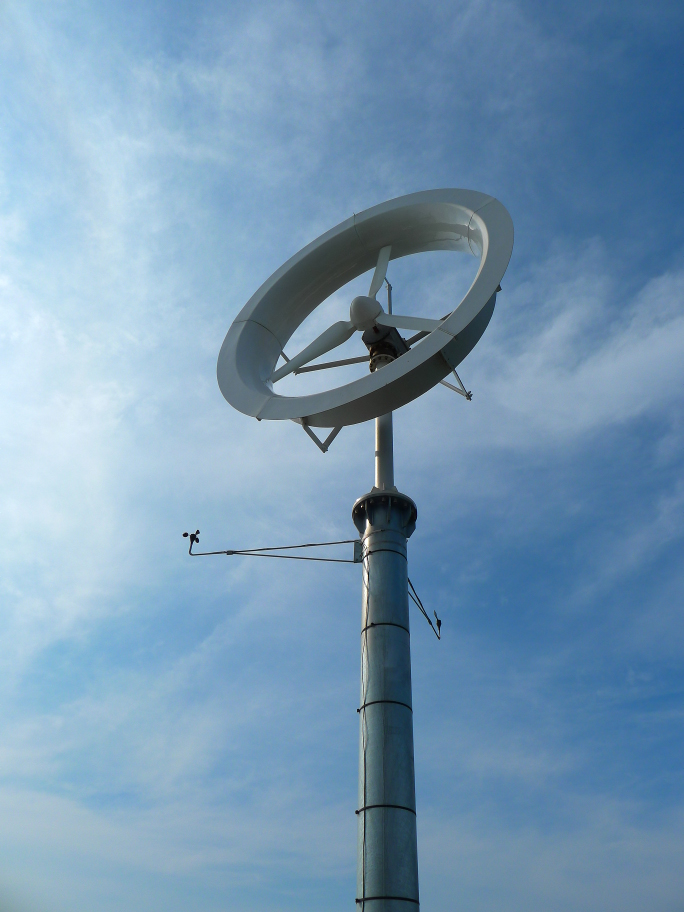
平成24年型 3kWレンズ風車

風レンズ（かぜレンズ）とは、風車に取り付けて、風力を効率よく獲得するための部品である。論文等ではつば付きディフューザ（英: brimmed diffuser）と表現されることもある。風レンズを装着した風車を「風レンズ風車」、「レンズ風車」または「つば付きディフューザ風車」と言う。九州大学応用力学研究所の大屋裕二らによって開発された。

## 構造と原理

風レンズの原理 : 風レンズ後方に発生する渦によって負圧が生じ、風速が増加する。

風レンズは、風の入口から出口に向かって広がる筒（ディフューザ）と、出口周辺のつばからなっている。入口は風の取り入れ口（インレット）としてやや広がっている。
従来、流体中に設置されるまたは使用される機械は、流体に対する抵抗や渦の発生を最小限にするようにデザインされることが多いが、風レンズは渦の発生を積極的に起こして利用するという特徴がある。ディフューザとつばによって、風レンズの後方に渦が発生し、圧力が低下する。このため入口付近の風速が増加する。発電量は風速の3乗に比例するので、この効果によって2 - 5倍程度の効率上昇が見込めるとされている。
風レンズ開発当初は比較的長いディフューザに大きなつばが付いたもので4 - 5倍の出力増加が達成された。しかしこれは風車の大型化にとって風レンズ構造体自体の重量の大きさや、風レンズの受ける風の荷重の大きさといった欠点を持っていた。近年では、より軽く、形状もリング状でスリムになったものが開発され、それでも同じローター径の従来型風車に比べると2倍以上の出力増加が確保されている。

## 利点
風レンズ風車の利点としては以下のものが挙げられている
- 風車のコンパクト化が可能
- 風力の集中により、従来型の2 - 3倍程度の発電量を達成する。
- 風見鶏効果により、自動的に風上を向く（パッシブヨー）。
- 翼端渦が抑制されるので騒音が低減される。
- 風レンズの視認性が良いことによりバードストライクが少ない。
- ブレード破損時の安全性が高い。
- 金属製メッシュをレンズ表面に施すことによってドップラーレーダー干渉を軽減。
- 避雷針をレンズ上に設置できるため、落雷時に電流がブレードや発電機を避けて流れるため、落雷に対する耐性が向上。

## 事例

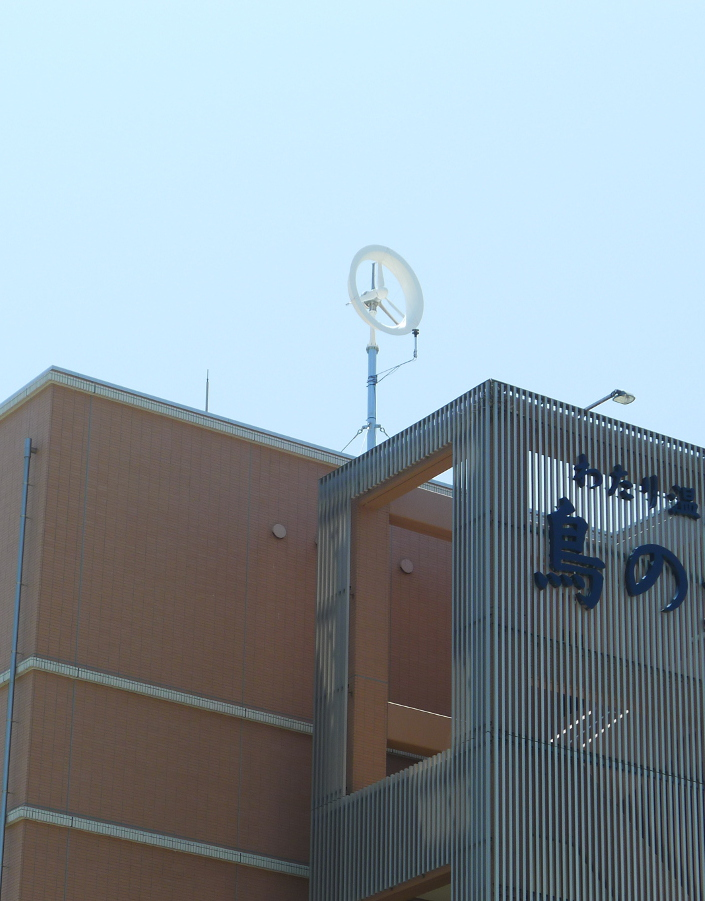
宮城県「鳥の海」に設置された1kWレンズ風車

2012年8月、宮城県仙台市の南に東日本大震災をうけてなお残った「鳥の海」の建物の屋上に、NHKが開発した自然エネルギーのみで稼働が可能な「ロボットカメラ」通称「ロボカメ」が設置された。これに九州大学開発の1kWレンズ風車が利用されている。
風レンズ風車が九州大学構内に設置されている。
風レンズ風車の製品化・販売のため、産学連携企業として2008年「株式会社ウィンドレンズ」（筑紫野市）が設立された。その後、新型レンズ風車の製品化・販売のため2012年「株式会社リアムウインド」（福岡県春日市）が設立された。
環境省の支援と福岡市の協力により、2011年12月から博多湾にてレンズ風車を利用した浮体式海上風力発電実証試験が九州大学によって行われていたが、2015年度限りで撤去となった。 福岡市エネルギー政策課によると「改良した電気回路を用いた風レンズ風車は北九州市や新潟市、静岡市で実用化され一定の成果があったが、旧型の電気回路の風車を置き続けると危険なため撤去を決めた」とのこと。

## 参考資料
- 大屋裕二、烏谷隆、桜井晃「つば付きディフューザー風車による風力発電の高出力化」『日本航空宇宙学会論文集』第50巻第587号、2002年12月5日、477-482頁、doi:10.2322/jjsass.50.477、NAID 10010393546。
- 風力発電： 風レンズ風車とは何か －その将来計画－ (PDF)  九州大学応用力学研究所 新エネルギー力学部門風工学分野 大屋裕二